# Dennstaedtia rosenstockii
Dennstaedtia rosenstockii là một loài dương xỉ trong họ Dennstaedtiaceae. Loài này được Alderw. mô tả khoa học đầu tiên năm 1912.
Danh pháp khoa học của loài này chưa được làm sáng tỏ. 